# Вилабаса
Вилабаса (итал. Villabassa) је насеље у Италији у округу Болцано, региону Трентино-Јужни Тирол.
Према процени из 2011. у насељу је живело 1390 становника. Насеље се налази на надморској висини од 1153 м.

## Становништво
| 1931. | 1936. | 1951. | 1961. | 1971. | 1981. | 1991. | 2001. | 2011. |
| ----- | ----- | ----- | ----- | ----- | ----- | ----- | ----- | ----- |
| 1.308 | 1.339 | 1.312 | 1.279 | 1.240 | 1.242 | 1.229 | 1.308 | 1.479 |